# Cá mắt lồi đen

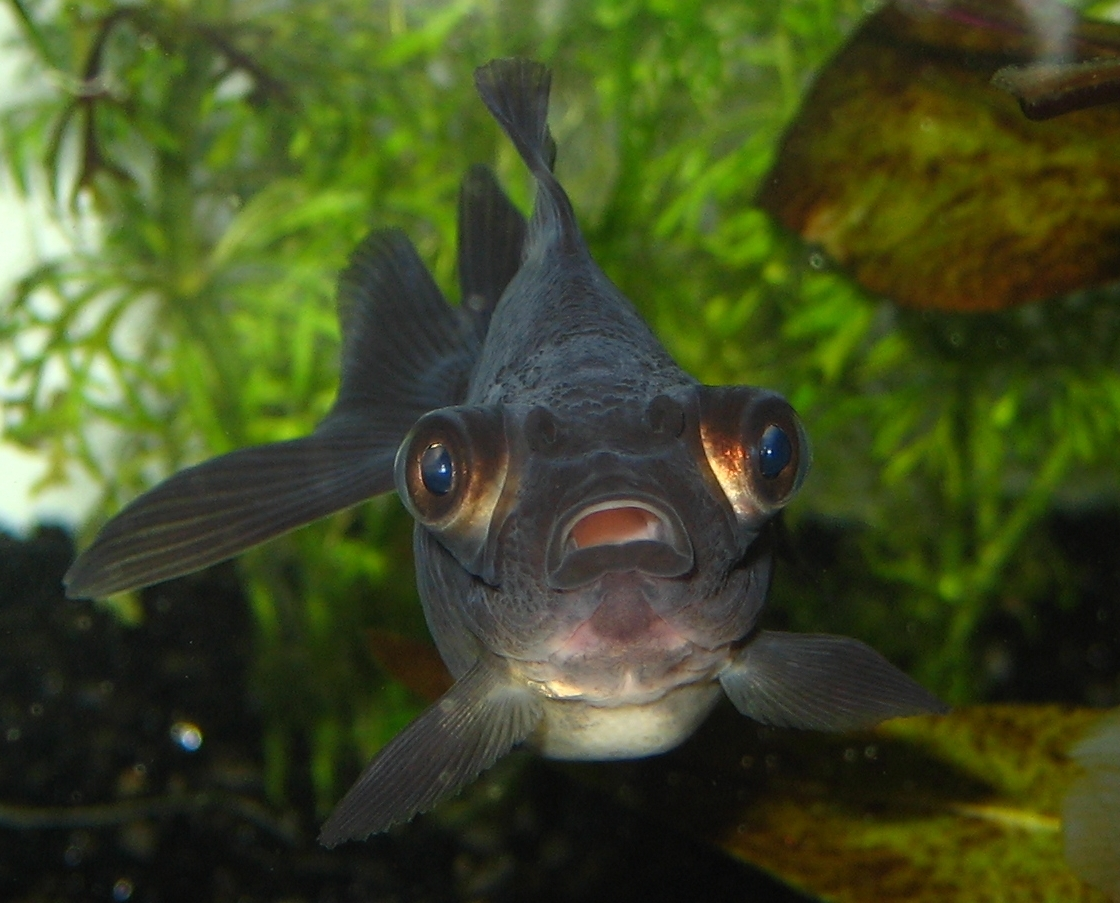
Cá mắt lồi đen

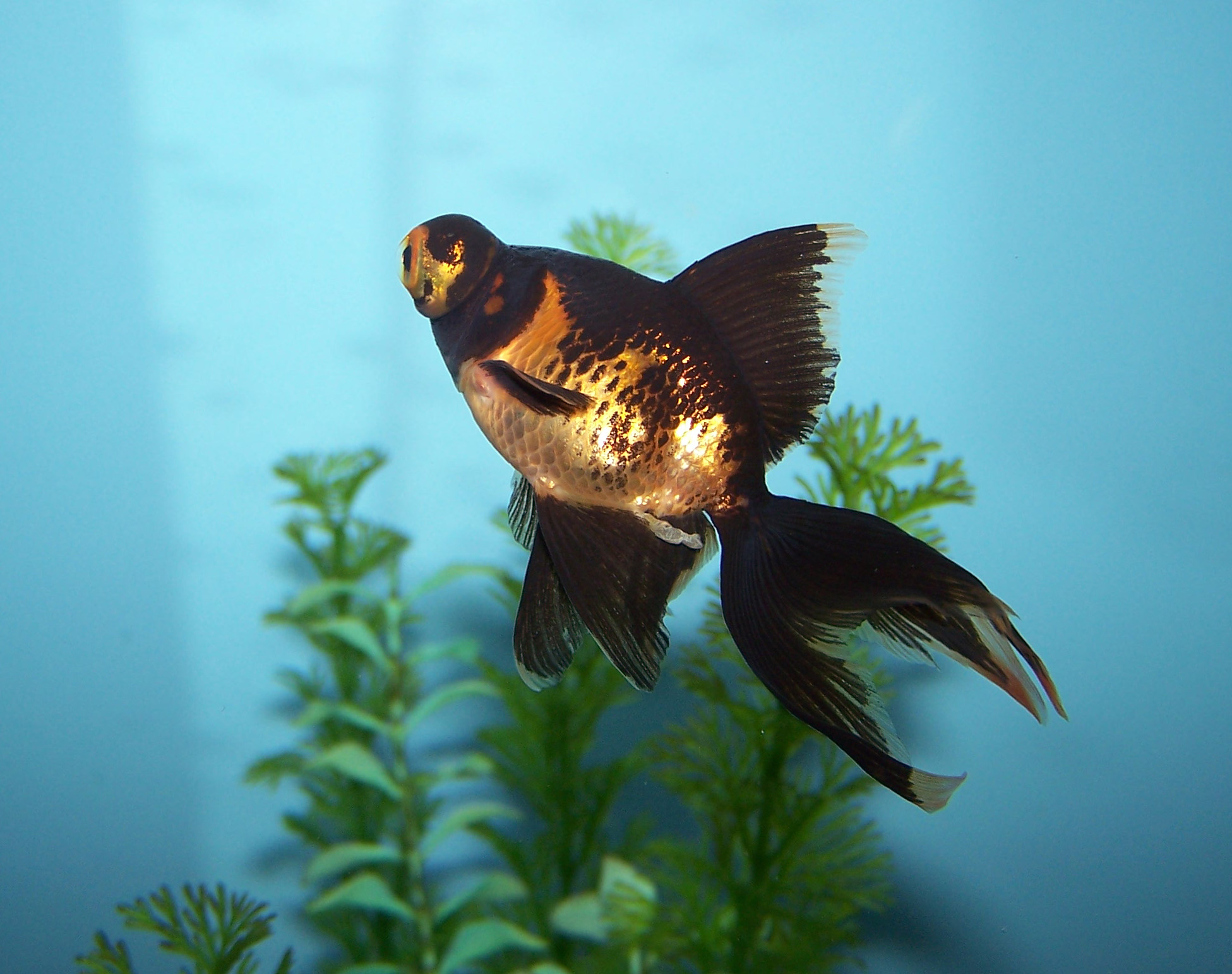

Cá vàng mắt lồi đen là một giống cá vàng có nguồn gốc từ các nước châu Á như Trung Quốc, Nhật Bản. Chúng có nhiều tên gọi như tên tiếng Anh là Black Telescope hay Broadtail Moor Goldfish hay còn gọi là Black Moor, Black Dragon Eye, Black Peony, chúng còn được gọi là cá mắt kính viễn vọng (tiếng Nhật: Demekin).

## Đặc điểm
Kích thước của cá thuộc loại vừa, tổng chiều dài 25 cm. Chiều dài cơ thể 5,5 cm. Vây đuôi = ¾ chiều dài cơ thể. Chiều cao = 2/3 chiều dài cơ thể, vây lưng = 1/3–5/8 chiều cao. Màu sắc chủ đạo là đen. Màu sắc nên đen nhánh và không có những màu khác như nâu hay kim loại. Cá có màu sắc sáng và lanh lợi. Chúng là giống cá vàng nhưng không có màu vàng.
Vây đuôi phân chia rõ và chĩa ra. Túi mắt phát triển tốt và cân xứng. Thân hình ngắn và hình dáng mềm mại. Vây lưng cao và đứng. Mắt lồi và chĩa ra 2 hướng ngược nhau. Điểm phân biệt với cá vàng mắt lồi Telescope là mắt Black Moor tròn và lồi ra nhiều hơn. Cá vàng hướng thiên Celestial có mắt hướng lên còn Moor có mắt hướng ra 2 bên. 

## Tập tính
Chúng cần 20-25 gallon nước. Nhiệt độ từ 18-22 °C.Điều kiện nước: duy trì pH 6,5-7,5 và dH 4-20. Tầng sống là hầu hết ở tầng giữa. Có thể trồng những cây mềm và đá. Tránh những vật nhọn, cây bằng nhựa có thể gây hại cho mắt. Nên cho ăn hỗn hợp thức ăn viên, miếng, thức ăn đông lạnh (daphnia, tôm, trùn), hỗn hợp tôm và rau (rau diếp, dưa leo, đậu Hà Lan). Quy tắc cơ bản là tránh thức ăn nổi trên mặt nước do mắt chúng ở hai hướng nên sẽ khó khăn khi tìm thức ăn. Khẩu phần ăn nên chứa 30% protein. Sinh sản: cá phát triển sau 6-7 tháng. Trưởng thành sau thời gian đó. Tuổi thọ chúng trên 20 năm. Dễ dàng kết bạn khi nếu có đồng loại mất nên chủ nhân của loài cá đừng lo và đừng buồn nếu trường hợp này xảy ra. 